# Weird Al Yankovic
Weird Al Yankovic, właśc. Alfred Matthew Yankovic (ur. 23 października 1959 w Lynwood w Kalifornii) – amerykański muzyk, satyryk, parodysta, akordeonista i producent telewizyjny.
Jest głównie znany ze swoich dowcipnych piosenek na tematy popkulturowe i parodii znanych utworów innych artystów.

## Życiorys
Zaczął grać na akordeonie na dzień przed siódmymi urodzinami, osiągając biegłość na tym instrumencie w wieku dziesięciu lat.
Al, opowiadał, że jako dziecko pobierał lekcje gry na akordeonie, ponieważ jego rodzice znali twórczość wokalisty i akordeonisty, "amerykańskiego króla polki" Frankie Yankovica i postanowili, że „powinien być jeszcze jeden grający na akordeonie Yankovic na świecie”. Muzycy nie byli spokrewnieni, ale w pewnym okresie współpracowali ze sobą. Al wykonał partię akordeonu w słynnym przeboju "Who Stole the Kishka?" na jednym z ostatnich albumów Frankiego "Songs of the Polka King, Vol. 1". Fragment utworu Frankiego „The Tick Tock Polka” znajduje się w utworze „Polka Face” na płycie "Weird Al's Alpocalypse". 
Gdy usłyszał radiowe show Dr. Demento w 1976 roku wysłał mu kasetę z nagraniem swojej piosenki pt. Belvedere Cruising. Od tego zaczęła się jego kariera.
Trzy lata później Al był studentem architektury i DJ-em w radiu uniwersyteckim. Na antenie używał pseudonimu Weird Al, który stosuje do dziś. Kiedy znany z przeboju My Sharona zespół The Knack miał przyjechać na uniwersytet Cat Poly, Al zagrał na akordeonie parodię tego hitu zatytułowaną My Bologna. Spodobała się ona zespołowi, który doprowadził do wydania jej przez wytwórnię płytową, co dało Alowi sześciomiesięczny kontrakt. Słuchacze Dr. Demento umieścili to nagranie na czele listy przebojów Funny five.
W 1980 roku Al pracując w jednej z największych sieci radiowych stworzył parodię słynnej piosenki zespołu Queen „Another One Bites The Dust”, nazywając ją „Another One Rides The Bus”. Piosenka ta stała się tak popularna, że Al po raz pierwszy pojawił się w telewizji, w programie The Tomorrow Show Toma Snydera.
W 1981 roku Al, występując u boku Dr. Demento zachwycił Jaya Leveya, który wkrótce został jego managerem. Poradził Alowi aby zamiast występować solo stworzył zespół, w którym Jim West grał na gitarze elektrycznej, Steve Jay – basowej, Bermuda Schwartz – na bębnach. W 1992 do zespołu dołączył klawiszowiec Rubén Valtierra.
W 1985 roku Al współtworzył i wystąpił w częściowo fikcyjnym dokumencie na temat swojego życia pod tytułem The Compleat Al.
W 1989 zagrał w oryginalnej komedii UHF, w której jak w swoich piosenkach m.in. parodiuje aktorów z klasyki kina. Scenariusz Weird Al stworzył wraz z Jayem Levey, który z kolei go wyreżyserował.
W styczniu 1998 roku Al przeszedł operację wzroku LASIK i zgolił wąsy, radykalnie zmieniając swój wygląd.
W 2022 roku powstał film biograficzny o Alu Yankovicu Weird: The Al Yankovic Story, który jest tak naprawdę parodią filmów biograficznych. Scenariusz filmu został napisany przez Erica Appela oraz Ala Yankovica i wyreżyserowany przez Erica.

### Rodzina
Alfred Matthew „Weird Al” Yankovic jest jedynym synem Nicolasa Louisa Yankovicia (pół Jugosłowianina, pół Amerykanina) i Mary Elizabeth Vivalda. Poślubił Suzanne Krajewski 10 lutego 2001 roku. Ich córka Nina przyszła na świat 11 lutego 2003 roku.
9 kwietnia 2004 roku rodzice Ala zostali znalezieni martwi w swoim domu w Fallbrook w Kalifornii. Prawdopodobnie ulegli zaczadzeniu na skutek pożaru. W noc po znalezieniu ciał Al dał koncert, mówiąc, że tak jak kiedyś jego muzyka pomagała fanom, tak teraz pomoże jemu w tych trudnych chwilach.

## Piosenki
Oprócz bardzo znanych parodii, Al nagrał także wiele oryginalnych, dowcipnych piosenek, takich jak „Why Does This Always Happen to Me?” czy „Hardware Store”. Ostrze satyry jest wymierzane przez niego w elementy popkultury, takie jak telewizja („I Can't Watch This”), filmy („The Saga Begins”), fastfoody („Eat It”), muzykę pop (polki).
Parodie Ala rzadko mają na celu ośmieszenie autora piosenki, najczęściej ich dowcip polega na tworzeniu niespodziewanego, kontrastowego zestawienia wizerunku artysty z tematem utworu. Niektóre z jego piosenek są pastiszami, imitującymi bardziej styl danego zespołu niż konkretny utwór. Niektórzy z wykonawców „uhonorowanych” w ten sposób to: Coolio („Amish Paradise”), Devo („Dare To Be Stupid”), The B-52’s („Mr. Popeil”), Talking Heads („Dog Eat Dog”), Nine Inch Nails („Germs”), The Beach Boys („Trigger Happy”), Frank Zappa („Genius In France”), Oingo Boingo („You Make Me”), Nirvana („Callin' In Sick”, „Smells Like Nirvana”), The Police („Velvet Elvis”), AC/DC („Young, Dumb And Ugly”), James Taylor („Good Old Days”), Beastie Boys („Twister”), Cyndi Lauper („Girls Just Want To Have Lunch”), They Might Be Giants („Everything You Know Is Wrong”), Bob Dylan („Bob”), Green Day („Canadian Idiot”), The Kinks („Don't Wear Those Shoes”), Madonna („Like A Surgeon”), R.E.M. („Frank's 2000” TV”), Harry Chapin oraz Gordon Lightfoot („The Biggest Ball of Twine in Minnesota”), Chamillionaire („White & Nerdy”), Crash Test Dummies („Headline News”), Red Hot Chili Peppers („Bedrock Anthem”), Michael Jackson („Fat”, „Eat It”), Lady Gaga („Perform This Way”), James Blunt („You're Pitiful”), Miley Cyrus („Party in the CIA”).

## Dyskografia
Lista albumów Ala wraz z datą wydania i miejscem na liście Billboardu:
- „Weird Al” Yankovic – 26 kwietnia 1983 #139
- „Weird Al” Yankovic in 3-D – 28 lutego 1984 #17
- Dare to Be Stupid – 18 czerwca 1985 #50
- Polka Party! – 21 października 1986 #177
- Even Worse – 12 kwietnia 1988 #27
- UHF – Original Motion Picture Soundtrack and Other Stuff – 18 lipca 1989 #146
- Off the Deep End – 14 kwietnia 1992 #17
- Alapalooza – 5 października 1993 #46
- Bad Hair Day – 12 marca 1996 #14
- Running with Scissors – 29 czerwca 1999 #16
- Poodle Hat – 20 maja 2003 #17
- Straight Outta Lynwood – 26 sierpnia 2006 #10
- Alpocalypse – 27 kwietnia 2011 #9
- Mandatory Fun – 15 lipca 2014 #1

### Składanki
- Greatest Hits – 18 października 1988
- The Food Album – 22 czerwca 1993
- Permanent Record – Al In The Box – 27 września 1994
- Greatest Hits – Volume II – 25 października 1994
- The TV Album – 7 listopada 1995
- The Essential „Weird Al” Yankovic – 27 października 2009

### Specjalne projekty
- Peter And The Wolf / Carnival of the Animals, Part II (Wraz z Wendy Carlos) – 4 października 1988
- Babalu Music – 22 października 1991
- Music From And Inspired By The Motion Picture Pokémon The Movie 2000: The Power Of One – 18 lipca 2000; #85 (zawiera „Polkamon”)
- Dog Train – 2005 – Książka / płyta CD dla dzieci Sandry Boynton (Al śpiewa „I Need A Nap”)